# Brachymeria lymantriae
Brachymeria lymantriae is een vliesvleugelig insect uit de familie van de bronswespen (Chalcididae). De wetenschappelijke naam is voor het eerst geldig gepubliceerd in 1972 door Joseph, Narendran & Joy.